# Vasilij (Timofejevič Danilov)
Vasilij (světským jménem: Nikolaj Timofejevič Danilov; * 23. září 1956, Haradzišča) je běloruský duchovní Ruské pravoslavné církve a biskup kotlaský a velský.

## Život
Narodil se 23. září 1956 v Haradzišče. Je bratrem metropolity nižněnovgorodského Georgije (Danilova).
Roku 1973 dokončil střední školu č. 6 v Žlobinu a v letech 1974–1976 sloužil v řadách Sovětské armády.
V letech 1977–1978 pracoval jako řidič. Poté nastoupil na ekonomickou fakultu Homelské státní univerzity. Po dokončení studia roku 1984 začal pracovat v závodu Santechlit v Taškentu, kde působil jako ekonom a vedoucí ekonom.
Roku 1987 nastoupil na Moskevský duchovní seminář a další rok byl přijat do Trojicko-sergijevské lávry. Dne 22. prosince 1989 byl postřižen na monacha se jménem Vasilij na počest svatého Bazila Velikého. Roku 1990 dokončil seminář a nastoupil na studium Moskevské duchovní akademie. Zde roku 1995 obhájil diplomovou práci na téma „Mravní učení založené na dílech svatých mužů apoštolských“.
Dne 14. srpna 1990 byl biskupem homelským a mozyrským Arystarchem (Stankevičem) rukopoložen na hierodiakona a 23. března 1991 metropolitou rostovským a novočerkasským Volodymyrem (Sabodanem) na jeromonacha.
Dne 19. dubna 2001 byl u příležitosti oslav Velikonoc povýšen na igumena.
Od října 1988 do března 2005 pobýval v Trojicko-sergijevské lávře, kde sloužil v knihovně a nakladatelství, a také jako pokladník, ekonom, blagočinný či správce patriarchálních pokojů.
V březnu 2005 byl převeden do kléru nižněnovgorodské eparchie. Působil ve třech chrámech Nižního Novgorodu: chrám Zesnutí přesvaté Bohorodice, chrám Ikony Matky Boží Znamení a svatých žen myronosic a chrám svatých Petra a Pavla.
Dne 4. října 2012 jej Svatý synod zvolil biskupem kotlaským a velským. Dne 18. října byl povýšen na archimandritu a 17. listopadu byl oficiálně jmenován biskupem. O den později proběhla v chrámu Krista Spasitele jeho biskupská chirotonie. Světiteli byli patriarcha moskevský Kirill, metropolita saranský a mordovský Varsonofij (Sudakov), metropolita achalkalakijský a kumurdoský Nikolozi (Pačuašvili) (Gruzínská pravoslavná církev), metropolita samtaviský a gorijský Andria (Gvazava) (Gruzínská pravoslavná církev), metropolita archangelský a cholmogorský Daniil (Dorovskich), metropolita nižněnovgorodský a arzamaský Georgij (Danilov), metropolita senakský a čchorocký Šio (Mudžiri) (Gruzínská pravoslavná církev), arcibiskup vitebský a oršanský Dzimitryj (Drazdou), arcibiskup verejský Jevgenij (Rešetnikov), arcibiskup ženevský a západoevropský Michail (Donskov), arcibiskup cagerský a lentechský Stepane (Kalaidžišvili) (Gruzínská pravoslavná církev), biskup krasnogorský Irinarch (Grezin), biskup gatčinský Amvrosij (Jermakov), biskup solněčnogorský Sergij (Čašin), biskup smolenský a vjazemský Panteleimon (Šatov), biskup narjan-marský a mezenský Jakov (Tislenko), biskup goroděcký a vetlužský Augustin (Anisimov), biskup vyksunský a pavlovský Varnava (Baranov), biskup almetěvský a bugulminský Mefodij (Zajcev) a biskup kuzněcký a nikolský Serafim (Domnin).